# کشتی‌دم
کَشتیدُم(به انگلیسی: Puppis) یک پیکر آسمانی جنوبی است.

## اجرام غیرستاره‌ای
چون پیکرآسمانی کشتیدم در بخشی از صورت راه کاهکشان قرار دارد از لحاظ خوشه‌های باز غنی است مانند:
- M46
- M47
- M93
- NGC 2451

## منظومه‌های سیاره‌ای
- در 1 ژوِئیه, ۲۰۰۳، یک سیاره شبیه به مشتری در کنار ستارهHD ۷۰۶۴۲ یافت شد
- در 18 آوریل, ۲۰۰۶، یک سیاره با جرم مشابه نپتون در کنار ستاره HD ۶۹۸۳۰ یافت شد
- در 4 ژوئیه, ۲۰۰۷، یک سیاره در کنار یک غول سرخ در خوشه ستاره‌ای باز NGC ۲۴۲۳ یافت شد این سیاره ۱۰/۶ برابر مشتری جرم داشت و فاصله اش تا سیاره ۲/۱ واحد نجومی بود.